# Círculo megalítico de Drombeg

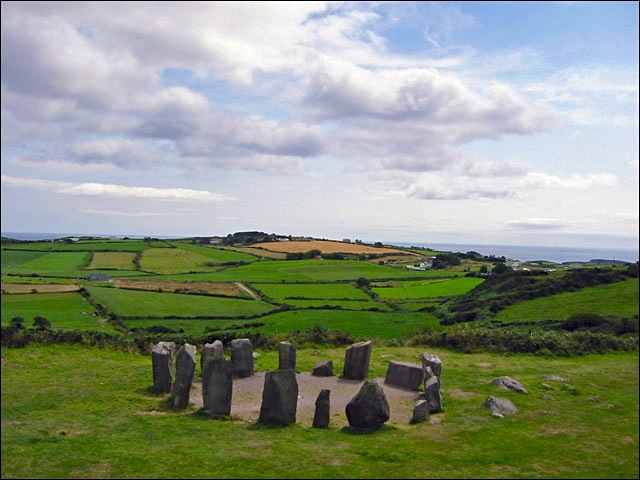
Círculo megalítico de Drombeg.

El Círculo Megalítico de Drombeg (también denominado El altar del Druida) está localizado en el oeste de Rosscarbery cerca de Glandore, condado de Cork en Irlanda.
Es un círculo compuesto por diecisiete menhires con nueve metros de diámetro con una datación de aproximadamente el año 150 a. C.
El círculo posee un par de piedras de dos metros puestas de forma horizontal en dirección suroeste orientado de tal forma que el solsticio de invierno los rayos del sol dan el altar.
El yacimiento fue excavado y restaurado en 1958. Durante este proceso se encontró una vasija en el centro del círculo conteniendo los restos incinerados de un joven adolescente.
Estudios de muestras del yacimiento con carbono indican actividad en el lugar entre el 945 - 830 a. C.
Un poco más allá, a uno catorce metros se encuentran los restos de una vivienda y un fogón hundido de la Edad del Hierro.